# ジェットでGO!ポケット
『ジェットでGO!ポケット』とは、2005年にタイトーが発売した、飛行機運行のシミュレーションゲーム。日本航空が制作に協力している。

## ゲーム概要
前作である『ジェットでGO!2』とは異なり、プレーヤーが操作できるのは離着陸のみとなっている。また、「フリークルーズモード」の削除や制限時間となる「タイム制」の導入等、様々な点でゲームのシステムが変更されている。

## ゲームモード
- フライトモード

離着陸を行い、先へ進んでいくゲーム。全5ラウンドをクリアすることが目的。
- トライアルモード

機体、空港、天候、風速、時間帯を自由に設定して、着陸を行うゲーム。「リプレイモード」で再生できる。
- フライトガイド

2005年現在現役のJALグループの旅客機の情報やゲーム内に登場する空港の情報を見ることができる。
- リプレイモード

トライアルモードでプレイして、セーブしたプレイデータを再生することができる。カメラ切り替えで様々な視点から飛行中の機体を見ることができる。

## 登場機体
最初から使用できる機体
- ボーイング747-400/400D
- ボーイング767-300
- ボーイング777-200/-300

隠し機体
- ボーイング737-400
- エアバスA300-600R
- マクドネル・ダグラス MD-11
- ダグラス DC-10-40
- ダグラス DC-8

## 登場空港
- 羽田空港
- 新千歳空港
- 小松空港
- 伊丹空港
- 関西国際空港
- 広島空港
- 福岡空港
- 那覇空港

前作で登場した名古屋空港（現・名古屋飛行場）は、中部国際空港の開港によりジェイエアを除くJALグループ定期路線の全てが同空港に移ったため登場しない。また、ジェイエアの機材や中部国際空港自体も登場しない。
空港施設は発売された2005年当時のもので、関西国際空港のB滑走路や羽田空港のD滑走路は再現されていない。